# Хайбулліно
Хайбу́лліно (рос. Хайбуллино, башк. Хәйбулла) — присілок у складі Бєлорєцького району Башкортостану, Росія. Входить до складу Зігазинської сільської ради.
До 17 грудня 2004 року присілок входив до складу Бакеєвської сільради.
Населення — 27 осіб (2010; 65 в 2002).
Національний склад:
- башкири — 98%